# Щигри (Мокроусовський округ)
Щигри́ (рос. Щигры) — село у складі Мокроусовського округу Курганської області, Росія.
Населення — 121 особа (2010, 132 у 2002).
Національний склад станом на 2002 рік:
- росіяни — 100 %